# Leopoldstadt

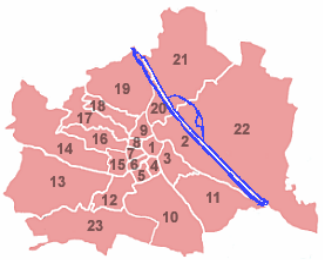
Wiens distrikt. Leopoldstadt har nummer 2.

Leopoldstadt är ett distrikt (tyska: Gemeindebezirk) i Österrikes huvudstad Wien. Wien är indelat i 23 distrikt och Leopoldstadt har distriktsnummer 2.
Antalet invånare 2022 är 106 000. Arean är 19,2 kvadratkilometer.

## Geografi
Distriktet finns på den östra sidan om Donaukanal och väster om själva floden Donau. Större delen av ytan utgörs av parken och nöjesfältet Prater. Inom Leopoldstadt ligger även mikronationen/plojnationen Kugelmugel

## Historia
Genom sitt läge vid Donau som ofta översvämmades dröjde det länge innan bebyggelse uppstod inom det nuvarande området för Leopoldstadt. Under 1400-talet började den första bebyggelsen att dyka upp inom området, och på 1600-talet lär man Karmelitorden slå sig ned i området, något som syns än idag i form av gatunamn och platsen Karmelitermarkt.
Under 1600-talet förvisades judarna från Innere Stadt, det första Bezirk, till Leopoldstadt. Med tiden byggdes synagogor och judiska kvarter upp i stadsdelen. Pratern förvandlades samtidigt till kejserlig-kunglig hovmark.
Under 1700-talet lät det kejserliga hovet öppna upp Prater för allmänheten. Vid samma tid lät man inrätta Wiener Sängerknaben som sedan denna tid har sin hemvist i parken Augarten i den nordöstra delen av Bezirket.
1800-talet ledde till en reglering av floden Donau, något som öppnade upp för nya industriella verksamheter i området. Stadsdelen dominerades av en arbetarklass och av de judiska kvarteren som fanns här. Nordbahnhof som blev den stora järnvägsstationen för trafiken från Wien mot norr anlades i den norra delen av Bezirket något som ökade det industriella inslaget. Det var under denna tid som Praterns karaktäristiska pariserhjul byggdes.
Bezirkets demografiska sammansättning skulle ändra sig högst brutalt i kölvattnet av Anschluss 1938 och det följande andra världskriget. Synagogorna i stadsdelen brändes ned under Kristallnatten och judarna tvingades fly. Andra världskriget ledde vidare till hårda flygbombningar p.g.a. de industriella inslaget i stadsdelen och senare även till hårda gatustrider i april 1945 när Röda Armén ryckte in i Wien. Stadsdelen var bland en av de hårdast drabbade i hela Wien vid krigsslutet. I Augarten byggdes två Flaktürme för luftvärnets räkning vilka står kvar än idag.
Efter kriget byggdes stadsdelen upp igen. Vid Donaukanal mot första Bezirket byggdes OPECs huvudkontor under 1960-talet och även senare har en del höghusbebyggelse och kontor byggts längs med kanalen. Stadsdelen präglas av en hög andel invandrare från främst Balkan, sedan tidigt 1990-tal även en judisk immigration från f.d. Sovjetunionen även om deras antal inte motsvarar det som bodde i stadsdelen före Anschluss 1938. År 1984 utropades nationen Kugelmugel inom en del av det före detta andra Bezirket.

## Fritid och sport
Förutom bostadskvarteren finns flera av Wiens större sportanläggningar i detta Bezirk. Ernst-Happel-Stadion där EMfinalen spelas 2008. Stadens stora travbana ligger bredvid fotbollsarenan. Många träningsplaner finns i parkdelen av Pratern för tennis, fotboll, skridskoåkning m.fl. sporter.

## Kommunikationer
Stadsdelen är försörjt av spårvagnar, bussar och U-bahn linje U1. År 2008 invigdes en utbyggnad av linje U2 från Schottenring på andra sidan Donaukanalen till stationen Stadion vid Ernst-Happel-Stadion med samtliga nya stationer inom Leopoldstadt. År 2010 förlängdes linjen vidare från Stadion till Aspernstraße i Donaustadt.